# Berbegal
Berbegal è un comune spagnolo di 460 abitanti situato nella comunità autonoma dell'Aragona.

Fa parte della comarca del Somontano de Barbastro.

## Storia
Gli antichi romani realizzarono qui uno dei primi impianti industriali basato sull'energia idraulica (mulini di Barbegal).